# Norra Savolax valkrets
Norra Savolax valkrets var en valkrets i Finland som användes vid riksdagsval. Valkretsen slogs ihop med Norra Karelens valkrets inför riksdagsvalet i Finland 2015 till Savolax-Karelens valkrets.
Valkretsen hade 9 mandat i riksdagen innan den avskaffades 2015.